# Калемли, Мустафа
Мустафа Калемли (тур. Mustafa Kalemli; род. 26 марта 1943, Тавшанлы) — турецкий медик и государственный деятель.

## Биография
Родился 26 марта 1943 года в городе Тавшанлы.
Школьное образование получил в Тавшанлы и Эскишехире. В 1967 году окончил Медицинский факультет Анкарского университета. Затем работал ассистентом в институте Урологии при том же университете. В 1976-78 годах работал в министерстве здравоохранения. В 1978 году занимался исследованием в области трансплантации почки и андрологии в Эппендорфском госпитале при Гамбургском университете в ФРГ.
Калемли принимал участие в создании университета Акдениз в Анталье, он возглавил институт урологии после того, как в 1978 году получил должность ассоциированного профессора в Анкарском университете.
Помимо этого Мустафа Калемли принимал участие в создании социального госпиталя в Тавшанлы, позднее занимал там же должность главного врача. В 1983 году Калемли возглавил клинику урологии при госпитале Буджи.

### Политическая карьера
Политическая карьера Калемли началась со вступления в партию Отечества, в 1983 году он был избран от неё в парламент. Занимал в правительстве Озала посты министра труда (с 14 декабря 1983 по 17 октября 1986) и министра здравоохранения (с 17 октября 1986 по 21 декабря 1987).
В 1987 году был переизбран в парламент, занимал должность министра внутренних дел (с 22 декабря 1987 по 30 марта 1989).
В правительстве Месута Йылмаза Калемли второй раз занимал пост министра внутренних дел (с 24 июня 1991 по 26 августа 1991), но вскоре был назначен недавно созданный пост министра лесного хозяйства. Мустафа Калемли занимал этот пост до 20 ноября 1991.
В 1995 году Калели в очередной раз был избран членом парламента. Вскоре после этого он был избран председателем парламента, Калемли занимал эту должность с 25 января 1996 года по 30 сентября 1997.

### Личная жизнь
Женат, двое детей.

## Память
Именем Мустафы Калемли названа больница в его родном городе.